# Anonieme Gokkers
Anonieme Gokkers zijn zelfhulpgroepen verspreid over Nederland die meestal met behulp van een twaalfstappenprogramma hulp bieden bij een gokverslaving. In 1957 was in de Verenigde Staten Gamblers Anonymous ontstaan naar voorbeeld van de Anonieme Alcoholisten. In 1981 ontstond in Amsterdam de eerste zelfhulpgroep in Nederland, destijds ook onder de naam "Gamblers Anonymous". In 1988 ontstond in Eindhoven ook een initiatief voor mensen in de omgeving van de gokkers onder de naam "Omgeving Gokkers". In 1991 zijn een aantal lokale initiatieven samengegaan onder de naam "Anonieme Gokkers en Omgeving Gokkers" (AGOG). In 2018 hadden deze zelfhulpgroepen voor gokkers in Nederland ruim 200 deelnemers.